# Toplist
Eine Toplist oder Topliste (von englisch top für „Anfang“, „oberes Ende“) ist eine einzelne Webseite, auf der thematisch ähnliche externe Websites in Form von Texten und/oder Werbebannern verlinkt sind. Sie dient dem Besucher als Link-Sammlung und soll durch ihre Rangordnung die besten externen Webseiten absteigend auflisten. Allerdings hat die Reihenfolge selten etwas mit der Qualität der verlinkten Webseite zu tun. Viel entscheidender ist das Besucheraufkommen und dadurch generierte Votes (Abstimmungen), welche das Ranking (Sortierung) maßgeblich beeinflussen. In erster Linie ist die Häufigkeit der Aufrufe einer Website über die Toplist entscheidend und/oder die Möglichkeit, beim Besuch einer Website für diese abzustimmen (zu „voten“), indem ein entsprechender Button angeklickt wird.
Als Besucher sollte beachtet werden, dass Toplisten häufig manipuliert sind.